# OverBlood 2

OverBlood2 (オーバーブラッド2?) es un videojuego de acción-aventura desarrollado por Riverhillsoft para PlayStation. Es la secuela del juego OverBlood, lanzado para la misma plataforma. El juego fue publicado en Japón por Riverhillsoft el 23 de julio de 1998, mientras la versión europea fue lanzada por Evolution Games el 13 de abril de 2001.

## Jugabilidad
El juego contiene siete niveles, más un nivel extra que el jugador consigue desbloquear ganando 2000 "Clear Points". En la mayoría de niveles, que están situados en diferentes lugares, el jugador generalmente tiene la opción de explorar la ciudad principal en la que el juego comienza y en la que puede comprar objetos, armas, hablar con personajes no-jugadores y encontrar premios ocultos.

## Argumento
En diciembre del año 2115, en East Edge City, la Navidad está a la vuelta de la esquina. El mundo se ha convertido en un infierno en llamas que sería inhabitable si no fuera por los dispositivos de enfriamiento de la atmósfera que mantienen la temperatura. El juego empieza con el protagonista Acarno, el ambicioso piloto de Junk Blade, llegando al aeropuerto de East Edge City tras mudarse. A su llegada, un pasajero es asaltado por un poderoso villano mutante. Después de lanzar al suelo una cápsula misteriosa hacia su dirección, el pasajero es asesinado. Este es el primer punto en el que el jugador controla a Acarno, y rápidamente sale del aeropuerto después de evitar los disparos de quienes le disparaban. Acarno salta por la ventana del edificio del aeropuerto, cayendo cientos de metros hacia abajo en dirección al mar.
Tras salir del agua, a Acarno se le da la opción de examinar la cápsula. Mientras lo hace, escucha el nombre "D-NA" entre interferencias, antes de que el mensaje en reproducción se corte. En ese punto, el juego pasa a modo libre, dándole al jugador la posibilidad de visitar East Edge City. En un momento dado, Acarno topará con un bar llamado "D-NA", y establecerá conversación con el barman, Raz Karcy (el personaje principal de la primera entrega, OverBlood), que comienza explicándole cosas acerca del pasajero que le dio la cápsula que le llevó al bar. Raz informa a Acarno sobre una conspiración en la que está implicada la multinacional Hiyano Industries, que está planeando construir una nave para que la élite del planeta pueda huir del planeta, y usar gran parte de la potencia de los dispositivos de enfriamiento de la Tierra, por lo que estos dejarían de funcionar. Raz ofrece a Acarno 50.000 puntos para poder participar en la carrera local Junk Blade, a cambio de ayudarle con su plan de acabar con la nave.

## Desarrollo
Mark Estdale, un veterano de la industria, miró hacia atrás en su trabajo sobre la localización del juego en una entrevista con GameCulture. Él declaró: "Leí el guion. Era horrible, traducido de inglés a japonés por italianos, así que sugerí volverlo a escribir en inglés para que coincidiese con la versión en japonés. Me dijeron que el guion era perfecto y no podía cambiarse y que había que hacerlo con seriedad. Cuando el juego fue lanzado, descubrimos entre muchas malas traducciones dolorosamente horribles que el dispositivo de bomba de mano era un lanzador de granadas y el nivel clave "prostíbulo" (whorehouse) era en realidad un "almacén" (warehouse).
El director del juego era Akihiro Hino, que anteriormente trabajó como programador en el primer juego. Más tarde trabajaría en franquicias como Dark Cloud, el profesor Layton y Dragon Quest.

## Repercusión
El juego vendió 62.492 copias en las diez semanas después de su lanzamiento, cifra que no coincidió con las ventas de OverBlood, que vendieron 195.201 copias en la misma cantidad de tiempo. Sin embargo, OverBlood 2 era sin duda más bien recibido entre los jugadores, que lo califican con una puntuación media de 5,7, superando a OverBlood, con un 5,3 en GameSpot.com. En comparación, las dos entregas se perciben diferentes, pasando de ciencia ficción/supervivencia en OverBlood a un juego de acción 3D en OverBlood 2. Las principales similitudes incluyen referencias a la historia, la aparición del personaje principal del juego anterior como un personaje no jugable, y el hecho de que ambos juegos están situados alrededor del mismo tiempo en el futuro. Muchos jugadores publicaron en línea que experimentaron un error que hacía que el juego se quedase bloqueado después de la pelea contra un jefe en particular.
Durante el momento de su lanzamiento, el juego fue revisado por muchas revistas de videojuegos distintas, que aportaron sus calificaciones promedio. Una de los dos factores por los que ambos juegos fueron criticados fueron las fallos en gráficos, en la animación y en el excesivo diálogo en escenas. GameSpot criticó las excesivamente largas escenas, junto con el bajo rendimiento del motor del juego. Sin embargo, muchos seguidores y análisis independientes en línea consideraron que el argumento era único y original.
- Datos: Q545489